# JOWST
JOWST, pseudonimo di Joakim With Steen (Trondheim, 26 giugno 1989), è un disc jockey e produttore discografico norvegese.
L'11 marzo 2017, dopo la vittoria di JOWST e Aleksander Walmann al Melodi Grand Prix 2017, è stata annunciata la loro partecipazione all'Eurovision Song Contest 2017 in programma per il mese di maggio a Kiev (Ucraina), in rappresentanza della Norvegia con il brano Grab the Moment.

## Discografia

### Singoli
- 2016 - Thinking Through Thorough Thoughts
- 2017 - Grab the Moment (feat. Aleksander Walmann)
- 2017 - ThatFeeling (feat. Aleksander Walmann)
- 2018 - Burning Bridges (feat. Kristian Kostov)
- 2018 - Roller Coaster Ride (feat. Manel Navarro e Maria Celin)
- 2019 - Everybodt Knows...
- 2020 - Kiss the Ring (feat. Jæger)
- 2020 - Into the Wild (feat. Aleksander Walmann)
- 2021 - Barely Breathing (con Agnete feat. Azzip)
- 2022 - Freaky for the Weekend (feat. Byron Williams Jr.)